# Polina Popova
Polina Alekseevna Popova (in russo Полина Алексеевна Попова?; Ekaterinburg, 1º giugno 1995) è una modella russa, eletta Miss Russia 2017 e ottenendo la possibilità di rappresentare la Russia a Miss Mondo 2017 arrivando tra le prime 10.